# I pochi
I pochi è una commedia di Vittorio Alfieri.
Questa commedia è una satira politica diretta contro l'oligarchia. Nell'intento di dimostrare quanto debole e dannoso possa essere il governo oligarchico, Alfieri scelse un sanguinoso episodio della storia romana, le turbolenze eccitate dai Gracchi, che egli vede non come eroi popolari, ma come ambiziosi ipocriti che agognano a pescare nel torbido:
(Atto IV, Scena II)
Alfieri rappresenta gli intrighi diretti ad ottenere le dignità in una repubblica dominata da pochi potenti che, secondo ciò che torna loro vantaggioso, raffrenano o scatenano le malvagie inclinazioni della «infida, iniqua e mobile» plebe.

## Trama
Il maggiore dei Gracchi, Tiberio, fa di tutto per togliere il consolato a Fabio, oratore, suo rivale, e darlo al plebeo Gloriaccino; il Gracco minore, Caio, fa ogni sforzo per aver in sposa Mitulla, figliuola di Gloriaccino, della quale, sebbene plebea, è pazzamente invaghito; Cornelia cerca in ogni modo di vendicarsi delle tante matrone 
che osano gareggiare con essa, e specialmente di Terza, la moglie di Fabio. Questo è lo scenario della commedia.
Tiberio, continuamente spronato dalle esortazioni di un retore greco, Diofane, e di un falso filosofo, Blosio, da cui si lascia suggestionare, chiede al fratello Caio il suo appoggio nella guerra contro il Senato e contro Fabio. Caio gli si offre tutto, purché persuada la madre ad accondiscendere alle sue nozze con Mitulla. Tiberio ci si prova, ma Cornelia, sebbene pronta ad ogni sacrificio per levare in alto la casa dei Gracchi, si ribella a tale proposta, che del resto non è gradita nemmeno a Lentulio, il vero padre di Mitulla, plebeo tanto probo ed onesto e contento del suo stato, quanto il fratello Gloriaccino, che ne adottò la figlia, è malvagio e stolidamente ambizioso.
Lentulio, volendo rompere le trattative per il matrimonio della figlia con Caio, va a trovar Cornelia insieme a Terza: e il colloquio fra le due matrone che si odiano mortalmente, è gara di sarcasmi e di mal velati insulti. Cornelia, che non si era lasciata piegare né da preghiere, né da considerazioni politiche a dare il suo consenso al matrimonio del figlio, vi si adatta ora per dispetto che Terza lo voglia rompere; ma Lentulio, cui preme la felicità di Mitulla, svela, presente il fratello, al tribuno Furiaccino che la fanciulla, già promessa a lui, or va sposa a Caio Gracco. Il tribuno furibondo minaccia di vendicarsi, e colto il momento che Gloriaccino colla figlia si era recato a far visita a Cornelia, irrompe in casa dei Gracchi e, insultando Gloriaccino, gli giura che non sarà mai console. Tiberio va al Senato per propugnare l'elezione del plebeo, ma la moltitudine, istigata da Furiaccino, lo interrompe, lo ingiuria e lo ucciderebbe fors'anche se, per opera di Fabio, non riuscisse a stento a rifugiarsi nella propria casa.
Fabio, eletto console, viene egli stesso a trovare i Gracchi, esortandoli a riconciliarsi col Senato:
(Atto V, Scena VII)
I Gracchi però furenti per il sofferto scorno, non cedono. Fabio parte e con Fabio tutti coloro che speravano di trarre vantaggio dalla vittoria dei Gracchi, e che li abbandonano
vinti. Il retore greco invece non si allontana, ma propone un infallibile mezzo per trarre delle ingiurie patite aspra vendetta:
Tiberio: Ben di': l'agraria legge.
Caio: Ad ogni costo.
Sì, sì, l'agraria legge.
Cornelia: E sia fin d'ora
Gittato già 'l gran dado: onde s'ell'ebbe
Roma da' Gracchi oggi Commedia breve,
N'abbia poi lunghe e rie tragedie, a staia.»
(Atto V, Scena Ultima)